# Liste der Straßen und Plätze in Berlin-Falkenhagener Feld

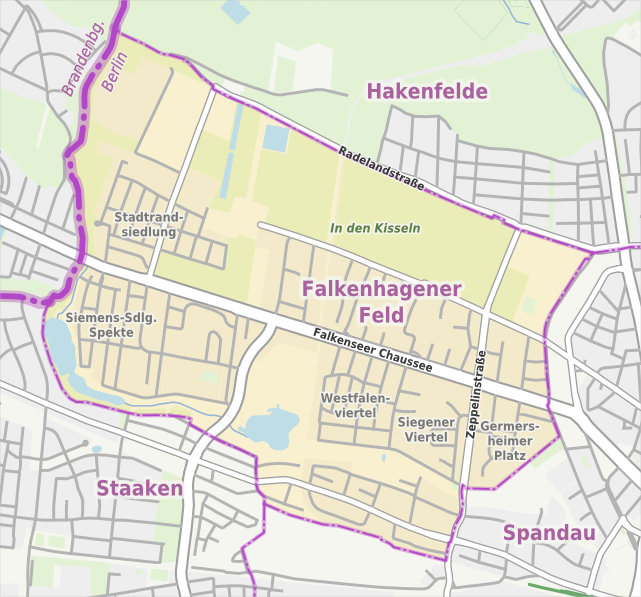
Übersichtskarte von Berlin-Falkenhagener Feld

Die Liste der Straßen und Plätze in Berlin-Falkenhagener Feld beschreibt das Straßensystem im Berliner Ortsteil Falkenhagener Feld mit den entsprechenden historischen Bezügen. Gleichzeitig ist diese Zusammenstellung ein Teil der Listen aller Berliner Straßen und Plätze.

## Überblick

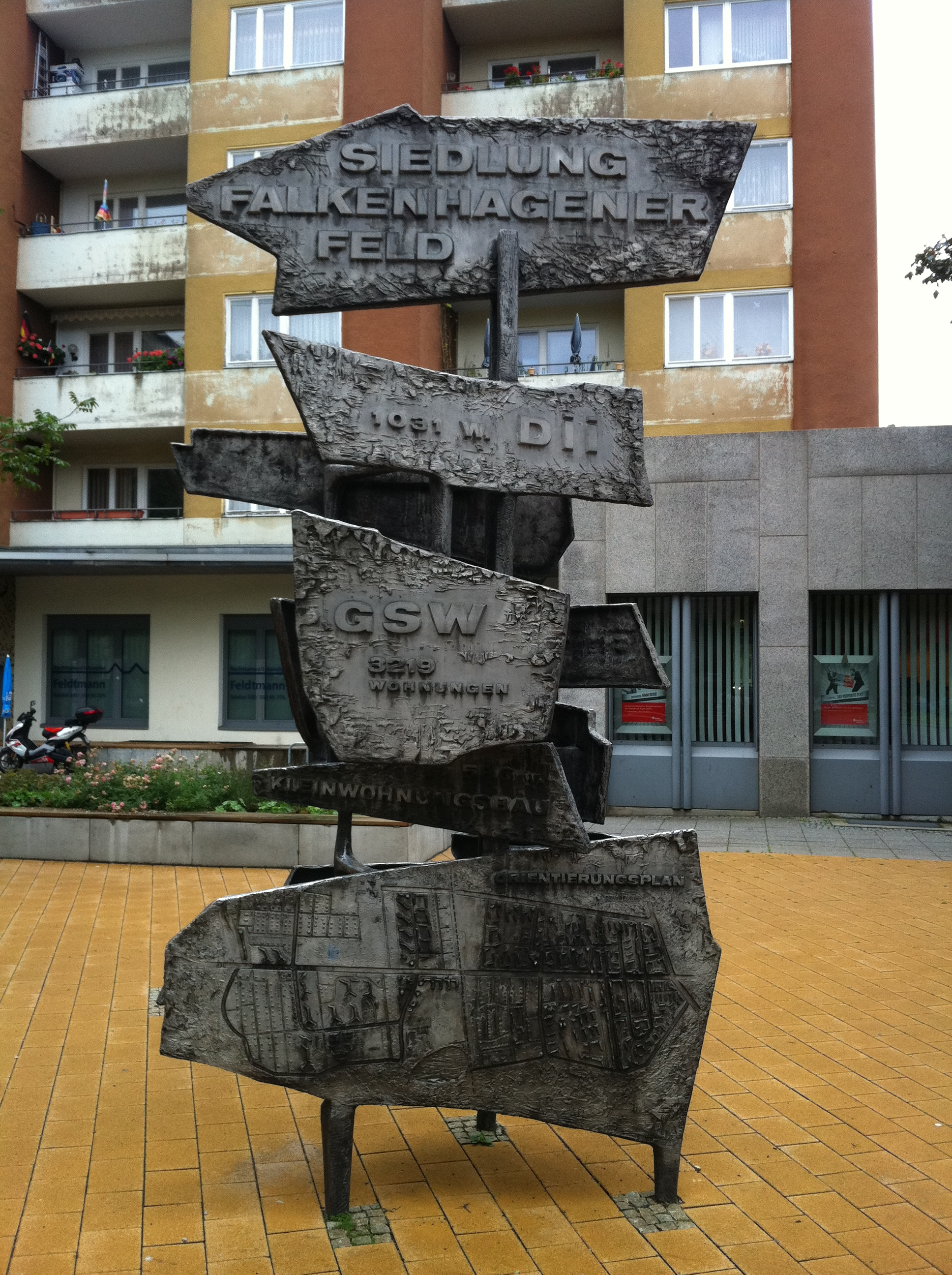
Kunstvolle Ortsteil-Übersicht mit Höhenangabe, einem groben Übersichtsplan und dem Hinweis auf Wohnungsunternehmen bzw. Anzahl der Wohnungen

### Geschichte
Der Ortsteil Falkenhagener Feld hat 39.580 Einwohner (Stand: 31. Dezember 2023) und umfasst die Postleitzahlenbereiche 13583 und 13589.
Der Ortsteil besteht zum größten Teil aus einer Großsiedlung, die zwischen 1962 und den 1990er Jahren auf ursprünglich landwirtschaftlich genutztem Gebiet entstand. Wichtigste Verkehrsader der Siedlung ist die Falkenseer Chaussee. Sie wurde in den 1960er Jahren zu einer sechsspurigen Hauptstraße ausgebaut und bildet in Ost-West-Richtung die Verbindung von Berlin nach Falkensee (Ortslage Falkenhagen), wovon sich der Name des Ortsteils ableitet. Weitere Hauptstraßen sind der Straßenzug Seegefelder Weg–Seegefelder Straße südlich der Falkenseer Chaussee und nördlich die Spandauer Straße.

### Statistische Daten
Im Ortsteil sind 109 gewidmete Straßen und Wege sowie zwei benannte Plätze amtlich ausgewiesen. Die Länge aller Straßen im Ortsteil beträgt 46,3 Kilometer (nach der folgenden Liste, nach dem amtlichen Verzeichnis vom Juni 2013 sind es 46,9 Kilometer). Davon liegen 13 Straßen teilweise im Nachbarortsteil oder setzen sich in diese fort. Die Straßen sind vorzugsweise Siedlungsstraßen, wobei eine große Anzahl Erschließungsstraßen in Siedlungsflächen auffällt. Einige Straßen und Wege setzen sich als (unbenannte oder inoffiziell benannte) Fußweg in Grünflächen fort, die nach den vereinbarten Grundsätzen für dieses Projekt in der folgenden Liste unbeachtet bleiben.

### Beschreibung der Ortsteilgrenzen
Durch die Lage am westlichen Berliner Stadtrand grenzt der Ortsteil an die Stadtgrenze zu Falkensee. Im Norden bildet die Radelandstraße in Hakenfelde nach Osten hin die Ortsteilbegrenzung, die vom Hohenzollernring (Ostseite einschließlich Straßenland zu Spandau gehörend), nach Süden fortgesetzt wird. Der weitere Verlauf folgt nach Südwest dem Spekteweg und geht am Westrand des südlichen Abschnitts der Zeppelin- und der Nauener Straße nach Süden bis an die Bahnlinie. Hier folgt er dem Nordrand des Bahngeländes nach Westen, kreuzt danach jedoch das Bahngleis zum Güterbahnhof Spandau. Beim Auftreffen auf Staaken bildet der Leuthinger Weg die Ortsteilgrenze, die dann den Seegefelder Weg kreuzt. Schließlich folgt sie der Straße 396 und der Straße Wolfshorst nach Westen. Bis vor die Straße 393 im Ortsteil gehören die nördlichen Grundstücke 52–56 zu Staaken, der Wendehammer jedoch wieder zu Falkenhagener Feld. Von da führt die Ortsteilgrenze am Süd- und Südwestrand der Spektewiesen und der Spektelake zurück zur Stadtgrenze mit Falkensee (Ortslage Gartenstadt Falkenhöh).

### Prinzipien der vergebenen Straßennamen
Das Westfalenviertel ist eine Siedlung mit Einfamilienhäusern aus den 1930er Jahren und umfasst 9 Straßen, die nach Orten in Westfalen benannt sind. Östlich des Westfalenviertels entstand 1962 das Siegener Viertel, dessen Straßen einen Bezug zum Siegerland haben. Siegen ist seit 1952 eine Partnerstadt des Bezirks Spandau. In der Siedlung um den Germersheimer Platz (aus den 1930er Jahren), die größtenteils unter Denkmalschutz steht, sind die Straßen nach Orten aus Rheinland-Pfalz benannt.
Rund 30 Straßennamen nehmen Bezug auf örtliche Besonderheiten, 15 Straßennamen erinnern an Persönlichkeiten. Zwölf Straßen in der „Stadtrandsiedlung im Falkenhagener Feld“ sind nach Insekten benannt, dieses Straßensystem wird daher auch als Insektenviertel bezeichnet. Weitere 15 Straßen tragen Namen nach deutschen Mittelgebirgslandschaften.

## Übersicht der Straßen und Plätze
Die nachfolgende Tabelle gibt eine Übersicht über die vorhandenen Straßen und Plätze im Ortsteil sowie einige dazugehörige Informationen.
- Name/Lage: aktuelle Bezeichnung der Straße oder des Platzes. Über den Link Lage kann die Straße oder der Platz auf verschiedenen Kartendiensten angezeigt werden. Die Geoposition gibt die Lage der ungefähren Mitte der Straßenlänge an.
- Im amtlichen Straßenverzeichnis nicht aufgeführte Verkehrswege sind mit * gekennzeichnet.
- Ehemalige oder nicht mehr gültige Straßennamen sind kursiv gesetzt. Für bedeutende ehemalige Straßen oder historische Straßennamen ist gegebenenfalls eine gesonderte Liste vorhanden.
- Länge/Maße in Metern:
Die in der Übersicht enthaltenen Längenangaben sind  gerundete Übersichtswerte, die in Google Earth mit dem dortigen Maßstab ermittelt wurden. Sie dienen Vergleichszwecken und werden, sofern amtliche Werte bekannt sind, ausgetauscht und gesondert gekennzeichnet.
Bei Plätzen sind die Maße in der Form a × b für rechteckige Anlagen und für (ungefähr) dreieckige Anlagen als a × b × c mit a als längster Seite angegeben.
Sofern die Straße auch in benachbarte Ortsteile weiterführt, gibt der Zusatz ‚im Ortsteil‘ an, wie lang der Straßenabschnitt innerhalb des Ortsteils dieses Artikels ist.
- Namensherkunft: Ursprung oder Bezug des Namens.
- Anmerkungen: weitere Informationen über anliegende Baudenkmale oder Institutionen, die Geschichte der Straße und historische Bezeichnungen.
- Bild: Foto der Straße oder eines anliegenden Objektes.

| Name/Lage                    | Länge/Maße (in Metern) | Namensherkunft | Datum der Benennung    | Anmerkungen | Bild                                                                                  |
| ---------------------------- | ---------------------- | --- | ---------------------- | --- | ------------------------------------------------------------------------------------- |
| Am Bogen (Lage)              | 0610                   | verläuft in einem Bogen nach Nord durch das Neubaugebiet | 1. Nov. 1969           | Die Straße wurde 1968 angelegt und in den beiden folgenden Jahren verlängert. Sie erhielt ihre Bezeichnung nach der gebogenen Straßenführung und liegt zwischen Beerwinkel und Hauskavelweg. | Am Bogen                                                                              |
| Am Finkenherd (Lage)         | 0610                   | Finkenherd, bereits im Jahr 1571 erwähnter Flurname | 23. Sep. 1959          | Die Straße entstand mit der in den Jahren 1933/1934 erbauten Siemens-Siedlung Spekte und hieß im Bebauungsplan Straße 605. Sie liegt zwischen An der Felgenlake bis Kleiner Querweg. | Am Finkenherd                                                                         |
| Am Heimhort (Lage)           | 0230                   | Bauten der Gemeinnützigen Wohnstättenbaugesellschaft, vergl. Hort | 30. Jan. 1933          | Die Siedlungsstraße liegt am Ostrand des Ortsteils zwischen Hohenzollernring (Ortsteilgrenze) und Zweibrücker Straße. Die 21 Flachdach-Wohnhäuser mit den Nummern 1–9c liegen im Süden der Zugangsstraße und wurden 1934 erstmals bezogen. | Am Heimhort                                                                           |
| Am Hüllepfuhl (Lage)         | 0740                   | Hüllepfuhl, Name eines früheren hier vorhandenen Teiches | 1. März 1963           | Die betonierte Straße mit ausgebauten Gehsteigen in der in den Jahren 1933/1934 erbauten „Siemens-Siedlung Spekte“ hieß nach dem Bebauungsplan Straße 604. Sie liegt zwischen An der Felgenlake und Falkenseer Chaussee. | Am Hüllepfuhl                                                                         |
| Am Kiesteich (Lage)          | 1040 (im Ortsteil)     | Wasser gefüllte Kiesgruben aus den 1950er Jahren | 1. Apr. 1966           | Die Straße ist nach Straßenentwicklungsplan (StEP) im übergeordneten Straßensystem eingestuft. Sie liegt zwischen Falkenseer Chaussee und Seegefelder Weg. Südlich der Straße Wolfshorst setzt sie sich in Staaken fort. Die zweispurige Straße im Norden zwischen Spektefeld und Spektesee, gesäumt von mehrgeschossigen Wohnbauten, wird mit der Spektebrücke (Brücke am Kiesteich) über den Grünzug geführt und geht im Südteil nach Staaken zu durch ein Siedlungshausgebiet. | Am Kiesteich                                                                          |
| Am Kirchenland (Lage)        | 0100                   | ehemaliger Grundbesitz der Nikolaikirche | 1. Nov. 1969           | Die Straße verbindet Stadtrandstraße und Am Hüllepfuhl. | Am Kirchenland                                                                        |
| Ameisenweg (Lage)            | 0620                   | Ameisen, staatenbildende Insekten | 9. Juni 1933           | Die Straße liegt zwischen Feuerkäfer- und Goldkäferweg in der 1932 angelegten „Stadtrandsiedlung“. Sie gehört zum Insektenviertel. Nach Bebauungsplan hieß sie Straße 84. | Ameisenweg                                                                            |
| An der Felgenlake (Lage)     | 0350                   | Hier lag die „Felgen Laake“ zwischen Spektefeld und Klosterfelde. | 1. Jan. 1990           | Die Straße verläuft zwischen Am Hüllepfuhl und Beerwinkel. Nach Westen geht sie als Anliegerstraße bis Am Finkenherd, wo sich der Wendehammer befindet, und weiter als Fußweg in die Straße An der Tränke hinein. Benannt wurde der westliche Teil des Spektewegs, der durch den Großen Spektesee unterbrochen war. Die Straße verläuft am Nordrand des Spekte-Grünzugs entlang. | An der Felgenlake                                                                     |
| An der Kappe (Lage)          | 1040 (im Ortsteil)     | Flurstück südlich der Spektewiesen | 1878                   | Die Straße liegt im Ortsteil zwischen der Dyrotzer und der Zeppelinstraße, sie setzt sich in Spandau nach Osten fort. Der Weg wurde von alters her als Schinderweg oder Armer Sünderweg bezeichnet, weil er zum früheren Galgenberg führte. An der Nordseite der Straße befinden sich die Kleingartenanlage „Gustavs Ruh“ und die Wochenendsiedlung „An der Kappe“, wobei die erstere auch ein Teil des Straßenlands beansprucht. In Höhe der Wunderlandstraße ist An der Kappe auf einen zwei Meter breiten gepflasterten Fahrweg begrenzt. | An der Kappe                                                                          |
| An der Tränke (Lage)         | 0600                   | Tränke, im Spektefeld vormals zur Viehversorgung genutztes Gewässer | 23. Sep. 1959          | Die Straße verläuft zwischen Flurende bogenförmig nach Norden am Spektegrünzug zum Kleinen Querweg. Nördlich des Querwegs führt sie als Stichstraße zu den Grundstücken 54–57. Die Straße wurde in den Jahren 1933/1934 im westlichen Teil der Siemens-Siedlung Spekte als Straße 607 angelegt und war 1943 noch nicht bebaut. | An der Tränke                                                                         |
| Ballersdorfer Straße (Lage)  | 0110                   | Ballersdorf, oberelsässischer Ort, Département Haut-Rhin, Frankreich | 13. Mai 1929           | Die Straße liegt zwischen Siegener und Remscheider Straße und wurde 1929 aus Straße F und Straße 50 gebildet und benannt. Ein abgetrennter östlicher Abschnitt wurde am 1. Dezember 1963 herausgelöst und erhielt den Namen Buschhüttener Weg. | Ballersdorfer Straße                                                                  |
| Beerwinkel (Lage)            | 0600                   | Beerwinkel, Flurname für ein Gelände zwischen Spandau und Falkenhagen | 18. Feb. 1955          | Die in den 1930er Jahren angelegte und bebaute Straße 594 erhielt 1955 den Namen. Am 10. März 1986 wurde ein Teilstück des Spektewegs in Beerwinkel einbezogen. | Beerwinkel an der kreuezung Falkenseer Chaussee                                       |
| Bienenweg (Lage)             | 0370                   | Bienen, mehrere Familien der Hautflügler | 9. Juni 1933           | Die Straße in der 1932 angelegten „Stadtrandsiedlung“ liegt zwischen Hirschkäfer- und Ameisenweg. Die wegen der Straßennamen Insektenviertel genannte Siedlung entstand als Wohngebiet für Arbeitslose. | Bienenweg                                                                             |
| Böhmerwaldweg (Lage)         | 0130                   | Böhmerwald, Bergkette auf beiden Seiten der tschechisch-deutsch-österreichischen Grenze                                                                                                | 25. Juni 1964          | Die Straße entstand zur Erschließung neuer Wohnbauten; sie endet in einem Wendehammer. Parallel zu ihr verlaufen weitere nach Mittelgebirgen benannte Straßen nordwärts vom Erzgebirgsweg. | Böhmerwaldweg                                                                         |
| Bramwaldweg (Lage)           | 0160                   | Bramwald, Teil des Weserberglands, Niedersachsen | 1. Aug. 1971           | Die als Zufahrtsstraße zu den neuen Wohnhäusern angelegte Stichstraße geht vom Pionierweg südwärts ab. | Bramwaldweg                                                                           |
| Bratringweg (Lage)           | 0120                   | Friedrich Wilhelm August Bratring (1772–1829), Völkerkundler und Verfasser statistisch-topographischer Sachbücher                                                                      | 29. Jan. 1958          | Gemäß Bebauungsplan entstand der Verkehrsweg 1935 als Straße 505. Sie ist die Zugangsstraße westwärts von der Viersener Straße in das Siedlungskarree. Die Straße 505 wurde ab 1935 bebaut und im Adressbuch 1936 aufgeführt. | Bratringweg                                                                           |
| Burbacher Weg (Lage)         | 0130                   | Burbach, Siegerländer Gemeinde im Kreis Siegen-Wittgenstein, Nordrhein-Westfalen | 1. Sep. 1963           | Die Straße liegt als Sackgasse zwischen Siegener Straße und dem verlängernden Freudenberger Weg, zu dem keine Durchfahrt möglich ist. Sie gehört zum „Siegener Viertel“. Burbacher Weg ist auch die Adresse der Jeremia-Kirche, die sich zum Henri-Dunant-Platz hin öffnet. | Burbacher Weg                                                                         |
| Buschhüttener Weg (Lage)     | 0080                   | Buschhütten, südlichster Stadtteil von Kreuztal im Siegerland, Nordrhein-Westfalen | 1. Dez. 1963           | Die Straße geht westwärts von der Zeppelinstraße ab und ergibt die Zufahrt zum Freudenberger Weg. Der Weg ist der östliche Teil der 1963 wegen Überbauung geteilten Ballersdorfer Straße. Der Straßenverlauf setzt sich nach Süden biegend in der Wittgensteiner Straße ohne erkennbare Änderung fort. Der Weg gehört zum „Siegener Viertel“. | Buschhüttener Weg                                                                     |
| Darbystraße (Lage)           | 0540                   | Abraham Darby (1676–1717), englischer Eisenfabrikant | 15. März 1975          | Die Straße entstand auf dem Gelände des ehemaligen Koks- und Kohlelagers der britischen Schutzmacht, die den Straßennamen vorgeschlagen hatte. Die Straße mit ihren Nebenstraßen erschließt ein Wohngebiet von der Pionierstraße südwärts abgehend, besitzt eine ostwärtige Seitenstraße als Anschluss an die Frankenwaldstraße. Die auf der Westseite vorhandenen Mehrfamilienhäuser wurden auf der Ostseite in den 2010er Jahren durch Reihenhäuser ergänzt. | Darbystraße                                                                           |
| Dyrotzer Straße (Lage)       | 0730                   | Dyrotz, havelländische Landgemeinde, seit 1958 Ortsteil von Wustermark, Brandenburg | 18. Jan. 1936          | Im Jahr 1936 wurde die Plan-Straße 492 benannt. Sie liegt im Bogen von und zur Seegefelder Straße und schmiegt sich westlich dem Abzweig der Bötzowbahn an, östlich verläuft sie entlang der Regionalbahnstrecke. | Dyrotzer Straße                                                                       |
| Ederkopfweg (Lage)           | 0160                   | Ederkopf, Berg im südlichen Rothaargebirge (Siegerland) | 21. Apr. 1965          | Die Stichstraße geht vom Wittgensteiner Weg nach Westen und ist Zufahrt zu achtgeschossigen Mehrfamilienhäusern und einem 15-geschossigen Wohnblock. Sie gehört zum Siegener Viertel. | Ederkopfweg                                                                           |
| Eiserfelder Ring (Lage)      | 0410                   | Eiserfeld, Siegerländer Gemeinde, 1975 nach Siegen eingemeindet, Nordrhein-Westfalen                                                                                                   | 1. März 1965           | Die Straße führt im Bogen von und zum Wittgensteiner Weg westwärts um die zugeordneten Wohnhäuser. Sie gehört zum „Siegener Viertel“. | Eiserfelder Ring                                                                      |
| Elmweg (Lage)                | 0090                   | Elm, Bergrücken im Harzvorland südöstlich von Braunschweig | 25. Juni 1964          | Die Straße geht als Stichstraße ab Steigerwaldstraße nach Westen. Die Straße erschließt die Wohnblöcke mit mehrgeschossigen Häusern. In der Umgebung sind weitere Straßen nach Mittelgebirgsgegenden benannt. | Elmweg                                                                                |
| Erzgebirgsweg (Lage)         | 0350                   | Erzgebirge, Mittelgebirge zwischen Böhmen und Sachsen | 7. Apr. 1964           | Der Weg liegt zwischen Westerwald- und Steigerwaldstraße nördlich parallel zur Falkenseer Chaussee und führt den Anliegerverkehr an einige der querlaufenden nach Mittelgebirgen benannten Stichstraßen. Westlich wird die Straße vom Haardtweg verlängert. | Erzgebirgsweg                                                                         |
| Falkenseer Chaussee (Lage)   | 3160 (im Ortsteil)     | Falkensee, westlicher Nachbarort | 14. Feb. 1958          | Sie ist die Hauptstraße im Ortsteil und verbindet Spandau mit Falkensee. Der bereits 1860 als Haupt- oder Mittelweg ausgewiesene Weg in Richtung des damaligen Dorfes Falkenhagen wurde auf Anregung des Falkenhagener Gemeindevorstands 1895 von der Stadt Spandau als Chaussee bis zur Stadtgrenze angelegt und Falkenhagener Chaussee genannt. Zu Mauerzeiten war der Verkehr an der Berliner Stadtgrenze hier unterbrochen. Die Umbenennung 1958 erfolgte, um Verwechslungen mit der Falkenhagener Straße in Spandau-Neustadt zu vermeiden. Die sechsspurige Straße in meist zwei getrennten Fahrbahnen liegt zwischen Zeppelinstraße und Stadtgrenze. | Falkenseer Chaussee 274–278d · Blick entlang der viel befahrenen Straße stadtauswärts |
| Feldgrabensteig (Lage)       | 0110                   | Feldgraben, historischer Flurname | 1. Sep. 1971           | Die Straße zwischen Am Bogen und Hauskavelweg wurde mit dieser Siedlung von Einfamilienhäusern zwischen den umliegenden mehrstöckigen Wohngebäuden angelegt. | Feldgrabensteig                                                                       |
| Feuerkäferweg (Lage)         | 0340                   | Feuerkäfer weltweit verbreitete Käferfamilie, fälschlicherweise auch Feuerwanze | 19. März 1956          | Die Straße liegt in der 1932 angelegten „Stadtrandsiedlung“; sie trug zunächst die Bezeichnung Straße 75. Der Feuerkäferweg umfasst 32 Parzellen, verbindet den Hirschkäfer- mit dem Ameisenweg und gehört zum Insektenviertel. Inoffiziell wird der Weg am Sickerbecken nach Norden an die Ortsteilgrenze ebenfalls so bezeichnet. | Feuerkäferweg                                                                         |
| Flurende (Lage)              | 0650                   | Lage an der Spandauer Gemeindegrenze | 23. Sep. 1959          | Die Straße zwischen An der Felgenlake und Falkenseer Chaussee liegt in der Siemens-Siedlung Spekte. Sie wurde nach Bebauungsplan als Straße 606 angelegt und in den 1940er Jahren mit kleinen Siedlungshäuschen bebaut. | Flurende                                                                              |
| Frankenwaldstraße (Lage)     | 0520                   | Frankenwald, Mittelgebirge zwischen Thüringer Wald und Fichtelgebirge | 7. Apr. 1964           | Die Straße verbindet Falkenseer Chaussee und Pionierstraße. Sie schließt die Neubauten der 1960er Jahre nach Westen ab. | Frankenwaldstraße                                                                     |
| Freudenberger Weg (Lage)     | 0330                   | Freudenberg, Stadt und Luftkurort im Siegerland in Nordrhein-Westfalen | 1. Sep. 1963           | Die Grundstücke dieser Straße sind über den Buschhüttener Weg an die Wittgensteiner Straße westwärts angeschlossen. Dieser Fußweg hat einen Durchgang zum Burbacher Weg und gehört zum „Siegener Viertel“. | Freudenberger Weg                                                                     |
| Freudstraße (Lage)           | 0350                   | Sigmund Freud (1856–1939), österreichischer Psychoanalytiker | 1. Aug. 1971           | Sie liegt zwischen Falkenseer Chaussee und Goldkäferweg. Die Freudstraße erschließt die westwärts zur Stadtgrenze hin vorhandenen mehrgeschossigen Wohnhäuser. Die Buslinie 137 verkehrt auf dieser zweispurigen Straße bis zum Goldkäferweg. | Freudstraße                                                                           |
| Gelsenkircher Straße (Lage)  | 0460                   | Gelsenkirchen, kreisfreie Stadt im Ruhrgebiet in Nordrhein-Westfalen | 3. Okt. 1928           | Die Gelsenkircher Straße wurde gemäß Bebauungsplan als Straße 48 angelegt. Sie verläuft zwischen Siegener und Unnaer Straße in Nord-Süd-Richtung und liegt im „Westfalenviertel“. Etwa in der Mitte der Straße befindet sich auf der Südseite ein mit Kleinmosaik gestaltetes Gebäude, das als Jugendtheaterwerkstatt fungiert. (unteres Bild) | Gelsenkircher Straße · Jugendtheaterwerkstatt in der Gelsenkircher Str.               |
| Germersheimer Platz (Lage)   | 0150 × 50              | Germersheim, pfälzische Kreisstadt, Rheinland-Pfalz | 5. Nov. 1942           | Der Platz ist im Bebauungsplan aus den 1920er Jahren als Platz A bezeichnet und wurde 1942 entlang der Zweibrücker Straße mit der Bebauung benannt. Der Platz liegt zwischen Zweibrücker Straße und Germersheimer Weg. Die Grundstücke 1–8 an der Südseite sowie 9–9d und 10–10d, die vom Platz nach Norden in den jetzigen Innenhof reichen, sind mit den Adressen dem Platz zugeordnet. Die parkähnliche Anlage besitzt einen gern genutzten Spielplatz. | Germersheimer Platz                                                                   |
| Germersheimer Weg (Lage)     | 0750                   | Germersheim, pfälzische Kreisstadt, Rheinland-Pfalz | 5. Nov. 1942           | Die projektierte Straße 561 wurde durch die Gehag ab 1940 bebaut und 1942 zwischen Spekteweg und Falkenhagener Chaussee benannt, die Grundstücke 1–29 sind als Laubengelände ausgewiesen. Am 1. November 1961 kam eine südliche Verlängerung sowie ein neu bebauter Straßenabschnitt nördlich der Falkenseer Chaussee hinzu. Aktuelle verläuft die Straße zwischen Kandeler Weg und Pirmasenser Straße. Im Norden geht jenseits der Pirmasenser Straße ein Abschnitt bis zum Wendehammer als Sackgasse weiter, im Süden setzt sich die Trasse als Zweibrücker Straße fort. | Germersheimer Weg                                                                     |
| Glühwürmchenweg (Lage)       | 0820                   | Glühwürmchen, auch Johanniskäfer, weltweite Familie der Weichkäfer | 9. Juni 1933           | Der Verkehrsweg wurde nach dem Bebauungsplan als Straße 83 angelegt. Sie verläuft zwischen Heimchen- und Goldkäferweg in der „Stadtrandsiedlung“ (auch Insektenviertel genannt), die 1932 für arbeitslose Ansiedler errichtet wurde. | Glühwürmchenweg                                                                       |
| Goldkäferweg (Lage)          | 0420                   | Goldkäfer, Gattung der Art Rosenkäfer | 9. Juni 1933           | Die Straße liegt zwischen Freudstraße und Ameisenweg, über den sie als Stichstraße weiterführt. Sie gehört zum „Insektenviertel“. | Goldkäferweg                                                                          |
| Griesingerstraße (Lage)      | 01020                  | Wilhelm Griesinger (1817–1868), Internist und Psychiater | 20. Juni 1961          | Die Straße liegt zwischen Stadtrand- und Radelandstraße und führt westlich und südlich um die 1961 erbaute Landesnervenklinik (aktuell Evangelisches Waldkrankenhaus Spandau), worin die Wahl des Straßennamens begründet liegt. | Griesingerstraße                                                                      |
| Gütersloher Weg (Lage)       | 0250                   | Gütersloh, Kreisstadt in Ostwestfalen-Lippe, Nordrhein-Westfalen | 3. Dez. 1937           | Die Plan-Straße 612 wurde mit der Bebauung benannt. Sie liegt zwischen Iserlohner und Portaer Straße und gehört zum Westfalenviertel. | Gütersloher Weg                                                                       |
| Haackzeile (Lage)            | 0170                   | Albert Haack (1832–1906), Berliner Holzhändler und Stadtrat, Dezernent für die Berliner Wasserwerke                                                                                    | 1. Mai 1964            | Mit der Einbeziehung der Straße 589 entstand die Straße in der ab 1961 errichteten „Großsiedlung Falkenhagener Feld“. Die Haackzeile liegt als Querstraße zwischen Wolburgsweg und Wasserwerkstraße, südöstlich des Gebiets vom Wasserwerk Spandau. | Haackzeile, vom Wolburgsweg gesehen                                                   |
| Haardtweg (Lage)             | 0450                   | Haardt, Teil der Mittelgebirgslandschaft Pfälzerwald | 1. Nov. 2011           | Die Straße liegt zwischen Frankenwald- und Westerwaldstraße nördlich parallel zur Falkenseer Chaussee und dient zur Aufteilung des Anliegerverkehrs. Der Haardtweg entstand durch Umbenennung des westlichen Abschnitts des Erzgebirgwegs. | Haardtweg                                                                             |
| Hainleiteweg (Lage)          | 0120                   | Hainleite, Muschelkalkhöhenzug im Kyffhäuserkreis, Thüringen | 25. Juni 1964          | Die Straße erschließt vom Erzgebirgsweg nordwärts die ihr anliegenden Wohnhäuser, nördlich der Falkenseer Chaussee. Wie umliegende Straßen wurde sie nach Gegenden in deutschen Mittelgebirgen benannt. | Hainleiteweg                                                                          |
| Hauskavelweg (Lage)          | 0680                   | Hauskavel, ausgeloste Wiesenstücke der Bürgerstellen | 29. Jan. 1958          | Die Straße liegt zwischen An der Felgenlake und Falkenseer Chaussee und wurde in der Siemens-Siedlung Spekte um 1930 als Straße 599 angelegt. Mit der folgenden Bebauungsverdichtung erhielt sie ihren Namen. | Hauskavelweg                                                                          |
| Heimchenweg (Lage)           | 0150                   | Heimchen, Hausgrille, eine Langfühlerschrecke | 19. März 1956          | Der Heimchenweg wurde als Straße 573 projektiert und benannt. Er liegt zwischen Hirschkäfer- und Glühwürmchenweg in der „Stadtrandsiedlung“ und gehört zum „Insektenviertel“. | Heimchenweg                                                                           |
| Henri-Dunant-Platz (Lage)    | 0130 × 40 breiter Weg  | Henry Dunant (1828–1910), Schweizer Gründer des Roten Kreuzes | 1. Mai 1965            | Der Platz liegt an der Siegener Straße, die östlich anschließende Grünfläche ist zugeordnet. Auf ihm steht die evangelische Jeremia-Kirche (deren Adresse jedoch der Burbacher Weg ist). Der Platz wird begrenzt von Burbacher und Salchendorfer Weg. In einer kleinen Grünanlage auf dem Platz befindet sich ein gestalteter Findling mit einem Kupferrelief für den Namensgeber der Anlage. (unteres Bild) | Henri-Dunant-Platz, Gedenkstein für den Namensgeber                                   |
| Hermann-Schmidt-Weg (Lage)   | 0360                   | Hermann Schmidt (1917–1983), Politiker Schmidt war Initiator der Partnerschaften des Bezirks Spandau mit Stadt und Landkreis Siegen.                                                   | 1. Juni 2002           | Der Fußweg (eingeschränkt auch mit Kraftfahrzeugen befahrbar) ohne zugeordnete Grundstücke ermöglicht den Zugang zu öffentlichen Einrichtungen zwischen Frankenwald- und Westerwaldstraße. | Hermann-Schmidt-Weg                                                                   |
| Hinter den Gärten (Lage)     | 0210                   | lag anfangs hinter benachbarten Hausgärten | 1. Okt. 1975           | Die Straße ist ein Teilstück der bereits in den 1960er Jahren angelegten Straße 603 von Im Spektefeld nach Süden abgehend mit den Grundstücken 2–34 (gerade). Sie setzt sich südwärts als Fußweg zu An der Felgenlake fort. | Hinter den Gärten                                                                     |
| Hirschkäferweg (Lage)        | 0760                   | Hirschkäfer, „geweihtragender“ einheimischer Käfer | 9. Juni 1933           | Der Weg, 1930 als Straße 82 eingerichtet, verläuft zwischen Heimchenweg und Freudstraße in der „Stadtrandsiedlung“. Er gehört zum „Insektenviertel“. | Hirschkäferweg                                                                        |
| Hochhausweg (Lage)           | 0140                   | anliegende Hochhausgruppe | 1. Sep. 1973           | Die Straße wurde 1973 in der (vormaligen) Siemens-Siedlung Spekte durch Herauslösen eines Abschnitts der Straße 600 gebildet und benannt. Sie verläuft in West-Ost-Richtung zwischen Im Spektefeld und Am Hüllepfuhl. Der namensgebende zehnstöckige Hochhausblock liegt östlich der Straße, deren Grundstücke mit kleinen Siedlungshäusern bebaut sind. | Hochhausweg                                                                           |
| Hohenzollernring (Lage)      | 1300 (im Ortsteil)     | Hohenzollern, Herrschergeschlecht, deren Linie Brandenburg-Preußen die preußischen Könige und deutschen Kaiser stellte                                                                 | 16. Apr. 1909          | Die Straße verläuft in den Ortsteilen Spandau und im Falkenhagener Feld. Zum Ortsteil gehört die Westseite zwischen Radelandstraße und Spekteweg. Zunächst lagen hier die Glacis- oder Ringstraßen außerhalb der Festungsanlagen der Stadt Spandau. Mit der Entfestigung wurde der neu angelegte Straßenlauf auf Beschluss des Spandauer Magistrats benannt und „soll im Hinblick auf unser jetziges ruhmreiches und tatkräftiges Herrschergeschlecht erfolgen und die Neuzeit sowie das Aufblühen der Stadt versinnbildlichen.“ | Hohenzollernring                                                                      |
| Hümmlingweg (Lage)           | 090                    | Hümmling, sandiges Hügelland im Emsland in Niedersachsen | 3. Okt. 1964           | Die Straße verläuft von der Pionierstraße als Stichstraße nach Süden im Siedlungsgebiet mit Straßennamen nach Mittelgebirgen. Der Planname vor der Bebauung war Straße 11. Die Straße endet an einem Wendehammer mit anschließendem Parkplatz. | Hümmlingweg                                                                           |
| Im Spektefeld (Lage)         | 0660                   | Flurname an der Spekte | 1. Okt. 1966           | Der östliche Teil der Straße 600 wurde im Bereich der „Großsiedlung Falkenhagener Feld“ zwischen Am Kiesteich und Hauskavelweg 1966 benannt; ab 1. November 1969 wurde die westliche Verlängerung bis Stadtrandstraße einbezogen. Die große Grünfläche am Ostende der Straße trägt den Namen Spektefeld. | Im Spektefeld                                                                         |
| Iserlohner Straße (Lage)     | 0440                   | Iserlohn, sauerländische Stadt in Nordrhein-Westfalen | 3. Okt. 1928           | Die Straße verläuft zwischen Remscheider und Unnaer Straße. Vor der Benennung als Straße 51 projektiert, wurde am 3. Dezember 1937 noch die Straße 609 einbezogen. Sie gehört zum Westfalenviertel. | Iserlohner Straße                                                                     |
| Junikäferweg (Lage)          | 0350                   | Junikäfer, Trivialname für den Gerippten Brachkäfer, mitunter verspätete Maikäfer | 9. Juni 1933           | Der Weg in der 1932 begonnenen „Stadtrandsiedlung“ liegt zwischen Hirschkäfer- und Ameisenweg. Er trug gemäß Bebauungsplan die Bezeichnung Straße 79 und gehört zum Insektenviertel. | Junikäferweg                                                                          |
| Kandeler Weg (Lage)          | 0130                   | Kandel, Stadt in Rheinland-Pfalz | 21. Sep. 1961          | Die Stichstraße führt am Übergang des Germersheimer Wegs in die Zweibrücker Straße nach Süden. Die Straße endet vor dem Spektebecken. | Kandeler Weg                                                                          |
| Kellerwaldweg (Lage)         | 0090                   | Kellerwald, östlicher Ausläufer des Rheinischen Schiefergebirges in Hessen | 7. Apr. 1964           | Die Straße erschließt als Anliegerstraße die Wohnhäuser der „Großsiedlung Falkenhagener Feld“ aus den 1960er Jahren. Sie geht nordwärts vom Haardtweg als Parallelstraße zur Falkenseer Chaussee ab. | Kellerwaldweg                                                                         |
| Kisselnallee (Lage)          | 0560                   | Kisseln oder Küsseln, bezeichneten im 19. Jhd. kiefernbewachsene Bodenerhebungen | 13. Mai 1929           | Die Kisselnallee liegt mit den Grundstücken 1–19 (ungerade) zwischen Pionierstraße und Ortsteilgrenze am Ostrand des „Friedhofs An den Kisseln“. Die Straße A im Radeland wurde mit den Plänen zur Erweiterung des Friedhofs als „Westfriedhof für Groß-Berlin“ 1927 ausgebaut und 1929 benannt. | Kisselnallee                                                                          |
| Kleiner Querweg (Lage)       | 0260                   | Lage zum übrigen Straßensystem | 14. Feb. 1966          | Die Straße 601 in der Siemenssiedlung südlich der Falkenseer Chaussee (Spekte-Siemens-Siedlung) erhielt bei deren Bebauung diesen Namen im Hinblick auf ihre Lage. Die Straße verläuft parallel zur Falkenseer Chaussee und quer zwischen An der Tränke und Am Finkenherd. | Kleiner Querweg                                                                       |
| Knüllweg (Lage)              | 0090                   | Der Knüll, Mittelgebirge in Hessen | 7. Apr. 1964           | Die Stichstraße geht von Haardtweg nordwärts ab zu Wohnblöcken der „Großsiedlung Falkenhagener Feld“. Die Straße erhielt eine Bezeichnung nach Gegenden im deutschen Mittelgebirge. Der Knüllweg ist die nördliche Parallelstraße zur Falkenseer Chaussee für den Anliegerverkehr. | Knüllweg                                                                              |
| Kohstallweg (Lage)           | 0120                   | Franz Kohstall (1866–1931), Pädagoge und Historiker, Spandauer Heimatforscher | 20. Mai 1958           | Der Weg geht von der Dyrotzer Straße als Stichstraße nach Osten ab. Zuerst als Straße 522 angelegt, war er laut Adressbuch von 1943 noch unbebaut. | Kohstallweg                                                                           |
| Kraepelinweg (Lage)          | 0320                   | Emil Kraepelin (1856–1926), Psychiater | 1. Aug. 1971           | Die Straße liegt zwischen Freud- und Stadtrandstraße und wurde in der „Stadtrandsiedlung“ angelegt. Die Wahl des Straßennamens erfolgte mit Bezug zur Nervenklinik Spandau. | Kraepelinweg                                                                          |
| Leuthingerweg (Lage)         | 0390 (im Ortsteil)     | Nikolaus Leutinger (1554–1612), Pädagoge, Chronist | 18. Feb. 1955          | Die Straße verläuft zwischen Seegefelder Weg und über die Senzker Straße hinweg zum Abzweig der Bötzowbahn. Sie wurde als Straße 493 in den 1930er Jahren angelegt. | Leuthingerweg                                                                         |
| Lüdinghauser Weg (Lage)      | 0250                   | Lüdinghausen, Stadt in Nordrhein-Westfalen südwestlich von Münster | 3. Dez. 1937           | Die Straße im Westfalenviertel liegt zwischen Iserlohner und Portaer Straße, östlich parallel zum Gütersloher Weg. Sie war als Straße 613 des Bebauungsplans angelegt. | Lüdinghauser Weg                                                                      |
| Maikäferweg (*) (Lage)       | 0730                   | Maikäfer | um 1995 nicht gewidmet | Der Fußweg ohne zugeordnete Grundstücke wurde nichtamtlich in Anlehnung an das südlich anschließende Insektenviertel bezeichnet. Er verläuft am Nordrand der „Stadtrandsiedlung“ und südlich des Geländes von Waldkrankenhaus und Vivantes-Krankenhaus Spandau. Er liegt zwischen Stadtrandstraße und Stadtgrenze, wo er nördlich an die Falkenseer Pestalozzistraße anschließt. | Maikäferweg                                                                           |
| Merziger Straße (Lage)       | 0100                   | Merzig, Kreisstadt an der Saar, Saarland | 3. Okt. 1928           | Die Straße liegt zwischen Zeppelinstraße und Germersheimer Weg. Diese Zufahrtsstraße von der Zeppelinstraße in die Siedlung um den Germersheimer Platz ist im Adressbuch 1928 noch als Straße Fa vermerkt, mit Baustellen und Häusern der Gemeinnützigen Baugesellschaft Adamstraße m.b.H. (Rathaus) zwischen Zeppelinstraße und Straße 21. | Merziger Straße                                                                       |
| Mülheimer Straße (Lage)      | 0220                   | Mülheim, kreisfreie Großstadt im westlichen Ruhrgebiet, Nordrhein-Westfalen | 20. März 1929          | Die Straße liegt südlich gegenüber der Frankenwaldstraße zwischen Falkenseer Chaussee und Iserlohner Straße. Nach dem Bebauungsplan hieß sie zuerst Straße 53. Sie gehört zum „Westfalenviertel“. | Mülheimer Straße                                                                      |
| Nauener Straße (Lage)        | 0150 (im Ortsteil)     | Nauen, westlich gelegene brandenburgische Stadt, seit 1988 Partnerstadt des Bezirks Spandau                                                                                            | 1878                   | Schon vor 1846 befand sich im Gebiet Klosterfelde der Feldweg nach Nauen. Beim Bau der Berlin-Hamburger Eisenbahn 1846 kreuzte der Nauener Weg. 1878 erfolgte nach dessen Ausbau die amtliche Umbenennung in Nauener Straße. Die Straße liegt zwischen Seegefelder Straße und Brunsbütteler Damm. Zum Ortsteil gehören die Grundstücke 2–5 an der westlichen Straßenseite bis zur Bahnstrecke. Auf Spandauer Seite führt die Straße entlang der Kleingartenanlage bis zur Altonaer Straße am Gewerbegebiet. | Nauener Straße                                                                        |
| Netphener Weg (Lage)         | 0230                   | Netphen, Gemeinde im Siegerland in Nordrhein-Westfalen | 26. Nov. 1980          | Die Straße ist ein Fahr- und Radweg ohne zugeordnete Grundstücke und liegt zwischen An der Kappe und Spekteweg. Er verbindet die Viersener und Siegener Straße über den Grünzug hinweg durch die hier liegende Wochenendsiedlung. Seit der Umwandlung dieser Siedlung in ein Wohngebiet ist der Netphener Weg eine gewidmete Straße. Sie verbindet das „Siegener Viertel“ über den Spektegrünzug mit dem südlichen Teil des Ortsteils. Im Sommer 2014 erfolgten umfangreiche Erdbauarbeiten zur Verlegung von Fernwärmeanschlüssen, die den Autoverkehr auch in den angrenzenden Straßen erheblich beeinträchtigten. | Netphener Weg                                                                         |
| Oberhauser Straße (Lage)     | 0190                   | Oberhausen, kreisfreie Stadt im Ruhrgebiet, Nordrhein-Westfalen | 9. Okt. 1928           | 1928 wurden Straße 54 und Straße 59a zusammengelegt und benannt. Die Straße liegt zwischen Iserlohner Straße und Falkenseer Chaussee. Sie gehört zum „Westfalenviertel“. | Oberhauser Straße                                                                     |
| Osningweg (Lage)             | 0140                   | Osning, alter Name des Teutoburger Waldes | 3. Okt. 1964           | Die Straße in der Trasse der vorherigen Straße 12 ist eine Stichstraße von der Pionierstraße nach Süden. Diese Zufahrtsstraße zum anliegenden Wohnblock ist entsprechend der umliegenden Straßen in der „Großwohnsiedlung Falkenhagener Feld“ nach Gegenden in deutschen Mittelgebirgen benannt. | Osningweg                                                                             |
| Paul-Gerhardt-Ring (Lage)    | 0430                   | Paul Gerhardt (1607–1676), Theologe, Kirchenlieddichter | 1. Juni 1968           | Die Straße verläuft halbringförmig von der Straße Spektefeld nordwärts. Die Namensgebung steht im Zusammenhang mit dem nahe gelegenen evangelischen Paul-Gerhardt-Gemeindezentrum. | Paul-Gerhardt-Ring                                                                    |
| Pfefferweg (Lage)            | 0100                   | Walter Pfeffer (19. Jhd.), in den 1890er Jahren in der Stadt Spandau zuständig für Anlage und Ausbau des Be- und Entwässerungssystems; veranlasste und leitete den Bau des Wasserwerks | 1. Mai 1964            | Der Weg geht ostwärts von der Wasserwerkstraße etwa in dessen Mitte ab. Er ist eine Sackgasse. | Pfefferweg                                                                            |
| Pionierstraße (Lage)         | 2100                   | Pioniere, speziell ausgebildete Militärangehörige | 1896                   | Die Pionierstraße verläuft in Südost-Nordwest-Richtung im Nordbereich des Ortsteils, abgehend vom Hohenzollernring. Ihr Verlauf wurde wie folgt beschrieben: vom Falkenhagener Forst, über die Eisenbahn(strecke), die Zeppelinstraße bis zum Hohenzollernring und zurück. Dabei führte sie vorbei an den Städtischen Wasserwerken (heutige Adresse Pionierstraße 206), einer „Handelsgärtnerei“ und dem Städtischen Friedhof. Die Adresse Pionierstraße 82 bezeichnet den Friedhof In den Kisseln. Dort befinden sich u. a. Gedenktafeln für 350 Opfer des Nationalsozialismus (Abbildung der Gedenktafel) und die Opfer eines Brandunglücks in der Gastwirtschaft „Karlslust“ in Hakenfelde 1947 (Abbildung der Gedenktafel). Die Straße umfasst 206 Parzellen und besitzt am nordwestlichen Ende einige Verästelungen zur Erschließung der Wohngrundstücke bzw. des Geländes vom Wasserwerk Spandau. Die Straße führte bei ihrer Anlage zu einem Militärübungsplatz, der Ende des 19. Jahrhunderts für die in Spandau stationierte Pioniereinheit eingerichtet wurde. Auf einer Fläche zwischen Pionierstraße 10 und Radelandstraße hat sich eine Filiale des „Deutschen Polizeisportkuratoriums“ eingerichtet. In den 1950er Jahren war das der Standort einer Polizeischule und einer nördlich anschließenden „Badeanstalt“. Daneben befindet sich aktuell die Sportanlage „Grüngürtel“. Vor dem Haus Nummer 69 erinnert ein Stolperstein an das Schicksal der Regina Postrong, die 1945 deportiert wurde. | Pionierstraße                                                                         |
| Pirmasenser Straße (Lage)    | 0150                   | Pirmasens, heute Stadt in Rheinland-Pfalz, im Jahr der Straßenbenennung gehörte sie zu Bayern                                                                                          | 3. Okt. 1928           | Der Verkehrsweg wurde gemäß Bebauungsplan als Straße E angelegt. Sie geht beiderseits von der Zeppelinstraße ab und verbindet die Steigerwaldstraße mit dem Germersheimer Weg. | Pirmasenser Straße von der Falkenseer Chaussee aus                                    |
| Portaer Straße (Lage)        | 0230                   | Porta Westfalica, Durchbruchstal der Weser in Ostwestfalen | 3. Dez. 1937           | Sie verläuft in leicht geschwungener Führung vom Recklinghauser Weg (Ost) zur Unnaer Straße (West). Sie wurde nach dem Bebauungsplan als Straße 610 angelegt. Ihre Benennung lehnt sich an das umgebende Straßensystem an, das Namen aus der Region Westfalen erhielt und deshalb Westfälisches oder Westfalenviertel heißt. | Portaer Straße                                                                        |
| Posthausweg (Lage)           | 0160                   | Postamt, im Jahr der Straßenbenennung eröffnet | 25. Nov. 1966          | Die Straße geht von der Falkenseer Chaussee südwärts ab und ist eine Sackgasse. Das namengebende Gebäude hat die Adresse Posthausweg 5. | Posthausweg                                                                           |
| Radelandstraße (Lage)        | 2650 (im Ortsteil)     | gerodetes Land (niederdeutsch) | 1870                   | Die Radelandstraße verläuft vom Hohenzollernring (Ostsüdost) bis zur Berliner Stadtgrenze über die Griesingerstraße hinweg (Westnordwest). Sie setzt sich als Fuß- und Radweg bis zur Martin-Luther-Straße im Ortsteil Falkenhöh der Stadt Falkensee fort. Zu ihr gehören 222 Hausnummern, von denen die ungeraden Nummern 1–51 und 131–205 auf der Südseite zum Ortsteil Falkenhagener Feld gehören. Die übrigen Parzellen liegen im Ortsteil Berlin-Hakenfelde, zu denen auch der Städtische Friedhof „In den Kisseln“ (Nummern 39–129) gezählt wird. | Radelandstraße                                                                        |
| Reckeweg (Lage)              | 0110 (im Ortsteil)     | Otto Karl Louis Recke (1844–1922), Theologe, Pfarrer in der Nikolaigemeinde in Spandau 1874–1915 machte sich u. a. auch als Heimatforscher einen Namen                                 | 18. Feb. 1955          | Der Verkehrsweg entstand in den 1930er Jahren als Straße 390. Der Weg ist zweigeteilt – der östliche Abschnitt verläuft geradlinig in Ost-West-Richtung zwischen dem Bahndamm der Bötzowbahn, über die Straße 396 hinweg bis zur Straße 603 (Nummern 1–116), der westliche Abschnitt geht U-förmig vom Seegefelder Weg ab (Nummern 117–145). Die südliche Straßenseite (Hausnummernbereich 35–144) gehört zum Ortsteil Berlin-Staaken. | Reckeweg                                                                              |
| Recklinghauser Weg (Lage)    | 0610                   | Recklinghausen, Kreisstadt im Ruhrgebiet in Nordrhein-Westfalen | 9. Sep. 1931           | Der Weg wurde um 1929 als Straße 58 angelegt, die Straße 55 (Verlauf zwischen Falkenhagener Chaussee und Iserlohner Straße) kam im Mai 1931 hinzu. Der 1929 benannte Busendorfer Weg wurde 1935 ebenfalls eingegliedert (angeblich wegen des anstößigen Namens). Die heutige Bezeichnung orientiert sich an benachbarten Verkehrswegen, die nach Orten in Rheinland-Pfalz benannt sind. Der Recklinghauser Weg umfasst 45 Parzellen. Die Nummern 26–32 gehören zur Gemeinschaftsschule „B.-Traven-Oberschule (BTO)“, die im Jahr 2008 eröffnet wurde. | Recklinghauser Weg                                                                    |
| Remscheider Straße (Lage)    | 0470                   | Remscheid, kreisfreie Stadt im Bergischen Land in Nordrhein-Westfalen | 9. Sep. 1931           | Die Straße wurde gemäß Bebauungsplan als Straße 56 angelegt. Sie verlief bei ihrer Namensgebung in Nord-Süd-Richtung zwischen Falkenhagener Chaussee (später in Falkenseer Chaussee umbenannt) und Gelsenkircher Straße, die Hausnummern sind hufeisenförmig vergeben. | Remscheider Straße                                                                    |
| Rockenhausener Straße (Lage) | 0120                   | Rockenhausen, Stadt im Donnersbergkreis in Rheinland-Pfalz | 1. Sep. 1962           | Sie geht von der Zweibrücker Straße – als Verlängerung der Straße Germersheimer Platz – als Sackgasse ostwärts ab. | Rockenhausener Straße                                                                 |
| Salchendorfer Weg (Lage)     | 0120                   | Salchendorf, Ortsteil von Neunkirchen im Siegerland in Nordrhein-Westfalen | 1. Mai 1965            | Der Weg ist eine von der Siegener Straße ostwärts abgehende kurze Sackgasse. Er gehört zum „Siegener Viertel“ und begrenzt den Henri-Dunant-Platz. | Salchendorfer Weg                                                                     |
| Schulzenstraße (Lage)        | 0330                   | Schulze (19. Jhdt.), Grundeigentümer in Klosterfelde und Unternehmer | 1878                   | Die Straße entstand um 1875 auf Initiative des Grundstücksbesitzers und Unternehmers Schulze. Dem Antrag einer Straßenbenennung nach dem Eigentümer wurde stattgegeben. Noch in den 1920er Jahren, als Spandau Verwaltungsbezirk von Berlin wurde, sind als Eigentümer der Parzelle 17 die „Schultze'schen Erben“ im Adressbuch eingetragen (Schreibweise allerdings mit „tz“). Die Straße verläuft zwischen Seegefelder Straße und An der Kappe. Die Nummerierung der 20 Parzellen erfolgt hufeisenförmig. | Schulzenstraße                                                                        |
| Seegefelder Straße (Lage)    | 1040 (im Ortsteil)     | Seegefeld, seit 1923 Ortsteil der Stadt Falkensee; Richtung der Straße | um 1878                | Die Seegefelder Straße und der Seegefelder Weg bilden einen zusammenhängenden viel befahrenen Straßenzug, der von Spandau in nordwestliche Richtung bis zum früheren eigenständigen Dorf Seegefeld führt. Die Straße verläuft vom Altstädter Ring in Spandau bis zur Dyrotzer Straße. Die Wohnbebauung entlang der Straße begann in den 1870er Jahren. Mit der Aufnahme in das Berliner Adressbuch 1925 ist sie zwischen dem Potsdamer Tor (in Spandau) und der „Gemarkung Staaken“ (vermutlich die Kreuzung mit der Eisenbahn) mit 146 Hausnummern in Hufeisennummerierung eingetragen. | Seegefelder Straße                                                                    |
| Seegefelder Weg (Lage)       | 0280 (im Ortsteil)     | Seegefeld, seit 1923 Ortsteil der Stadt Falkensee; Richtung des Weges | 13. Dez. 1934          | Die Seegefelder Straße und der Seegefelder Weg bilden einen zusammenhängenden viel befahrenen Straßenzug, der von Spandau in nordwestliche Richtung bis zum früheren eigenständigen Dorf Seegefeld führt. Der Weg verläuft zwischen Dyrotzer Straße (Ost) und der Berliner Stadtgrenze (Straße 339; West). Die Fortsetzung im Land Brandenburg heißt wieder Seegefelder Straße. Die Südseite und das komplette Straßenland gehören zum Ortsteil Staaken. Die Nummern 220–250 (gerade und ungerade) liegen dagegen im Falkenhagener Feld. | Seegefelder Weg                                                                       |
| Seejungfernweg (Lage)        | 0140                   | Seejungfer, frühere Bezeichnung für Libellen | 19. März 1956          | Der Weg wurde nach dem Bebauungsplan als Straße 574 in der „Stadtrandsiedlung“ angelegt. Er umfasst 16 Parzellen und gehört zum „Insektenviertel“. | Seejungfernweg                                                                        |
| Senzker Straße (Lage)        | 0150                   | Senzke, früheres selbstständiges Dorf, heute Gemeinde in Brandenburg | 3. Nov. 1938           | Sie ist eine kurze Nord-Süd-Verbindung zwischen Seegefelder Weg und Leuthinger Weg. Nach dem Bebauungsplan wurde sie als Straße 494 angelegt. | Senzker Straße                                                                        |
| Siegener Straße (Lage)       | 0570                   | Siegen, Stadt im Siegerland in Nordrhein-Westfalen, ab 1952 erste Partnerstadt des Bezirks Spandau                                                                                     | 1. Sep. 1963           | Die 1928 fertiggestellte und benannte Viersener Straße war ein zweigeteilter Straßenzug, durch die Wiesen an der Spekte getrennt. Deshalb erhielt der Nordabschnitt eine eigene Bezeichnung. Die Siegener Straße verläuft vom Spekteweg nordwärts bis zur Falkenseer Chaussee. Nach Norden setzt sich der Straßenzug als Westerwaldstraße fort. Sie gehört zum „Siegener Viertel“. Umfangreiche Erdbauarbeiten im Sommer 2014 führten zu Verkehrsbeeinträchtigungen rund um diese Straße (oberes Bild). | Siegener Straße, vom Spekteweg aus gesehen · Siegener Straße                          |
| Sollingzeile (Lage)          | 0100                   | Solling, Mittelgebirge in Niedersachsen und Nordrhein-Westfalen | 7. Apr. 1964           | Sie geht von der Frankenwaldstraße ostwärts ab. Nach der Parzelle 6 macht die Trasse einen Haken, der süd- und dann westwärts bis Nummer 11 läuft, wo er auf die Fortsetzung des Hermann-Schmidt-Wegs trifft. | Sollingzeile                                                                          |
| Spekteweg (Lage)             | 1750 (im Ortsteil)     | (Spekte) „Spektefeld und Spektewiesen“ sind als direkte Namensgeber im Adressbuch aufgeführt                                                                                           | 1895                   | Die Spekte, nördlich der Spandauer Altstadt, war im 18./19. Jhd. ein kleiner Bach, Bestandteil eines Meliorationssystems. Als eine der ersten Straßen erhielt bei der baulichen Erweiterung Spandaus dieser Verkehrsweg seinen heutigen Namen. Der Spekteweg ging vorerst nur ein Stück westwärts vom Hohenzollernring ab; noch 1925 sind nur zwei Eigentümer genannt. Am 10. März 1986 wurde ein nordwärts führender Abschnitt ausgegliedert und der Straße Beerwinkel hinzugefügt. Am 1. Januar 1990 erfolgte die Umbenennung eines weiteren Abschnitts (westlich des Großen Spektesees gelegen) in An der Felgenlake. So verbindet der Spekteweg seit 1990 den Hohenzollernring (Ost) mit der Unnaer Straße (West). Die Hausnummern 1, 29–30, 46–52, 54–91 gehören zum Falkenhagener Feld, die Nummern 110–119 dagegen zu Spandau. (Nach den Ausgliederungen wurde die Zählung beibehalten.) | Spekteweg                                                                             |
| Stadtrandstraße (Lage)       | 1770                   | Sie ist die Hauptstraße der „Stadtrandsiedlung im Falkenhagener Feld“. | 9. Juni 1933           | Zuerst wurde der Verkehrsweg als Straße 77 angelegt. Im Jahr 1935 wird folgender Verlauf angegeben: „Von der Falkenhagener Chaussee (neun Baustellen) über Hirschkäferweg, Glühwürmchenweg bis zum Ameisenweg und Pionierstraße“ (links ungerade, rechts gerade). Insgesamt waren 46 Parzellen aufgeführt, wobei die Zählung mit 501 begann, also bis 546 reichte! Nach 1945 erhielt die Straße eine Verlängerung nach Süden (von Falkenhagener Chaussee bis Spekteweg), nach Bebauungsplan als Straße 603 angelegt. Der Nordabschnitt wurde am 11. November 1968 in die Stadtrandstraße eingegliedert, der Südbereich erhielt nach Fertigstellung der Wohnbebauung die eigene Bezeichnung Hinter den Gärten. Die Straße führt auf das Krankenhaus Spandau zu. | Stadtrandstraße 548 562 · Stadtrandstraße von der Falkenseer Chaussee nordwärts       |
| Steigerwaldstraße (Lage)     | 0460                   | Steigerwald, Mittelgebirgszug in Bayern | 25. Juni 1964          | Die Straße wurde erst in den 1960er Jahren angelegt und bebaut. Sie erhielt einen Namen nach einer deutschen Mittelgebirgslandschaft. Aktuell (Stand: Mai 2013) umfasst sie 31 Grundstücke. | Steigerwaldstraße                                                                     |
| Straße 396 (Lage)            | 0050                   | Bebauungsplan | um 1940                | Dieser amtlich geführte Fußweg ohne zugeordnete Grundstücke liegt auf der Ortsteilgrenze zu Staaken zwischen Seegefelder Weg und Wolfshorst. Südwärts schließt sich der Leuthingerweg an. | Straße 396                                                                            |
| Straße 598 (Lage)            | 0090                   | Bebauungsplan | um 1940                | Die Straße entstand in den späten 1930er Jahren. Laut Adressbuch verlief sie zwischen Spekteweg/Falkenhagener Chaussee und Straße 601 mit 21 Parzellen, von denen etliche um 1943 noch Baustellen waren. Über die Jahre hinweg ist die Straßennummerierung beibehalten worden, ihr gehören aber amtlich keine Grundstücke an und sie ist nur ein Fußweg. Der Weg liegt zwischen Am Bogen und Falkenseer Chaussee. | Straße 598                                                                            |
| Straße 600 (Lage)            | 0270                   | Bebauungsplan | nach 1943              | Diese nummerierte Straße mit den Grundstücken 13–17 (ungerade) liegt zwischen An der Tränke und Am Hüllepfuhl. | Straße 600                                                                            |
| Tangermünder Weg (Lage)      | 0140                   | Tangermünde, Stadt im Landkreis Stendal in Sachsen-Anhalt | 19. Feb. 1938          | Der Tangermünder Weg, angelegt als Straße 563, verbindet den Hohenzollernring mit der Zweibrücker Straße in Ost-West-Führung. | Tangermünder Weg                                                                      |
| Unnaer Straße (Lage)         | 0290                   | Unna, Kreisstadt im östlichen Ruhrgebiet in Nordrhein-Westfalen | 3. Dez. 1937           | Die Straße, nach dem Bebauungsplan als Straße 611 angelegt, führt in Süd-Nord-Richtung vom Spekteweg zur Iserlohner Straße, wobei sie an der Einmündung der Gelsenkircher Straße ein kleines „S“ bildet. Sie gehört zum Westfalenviertel. | Unnaer Straße 38 · Unnaer Straße                                                      |
| Viersener Straße (Lage)      | 0180                   | Viersen, Kreisstadt in Nordrhein-Westfalen | 3. Okt. 1928           | Bei ihrer Benennung bestand diese Straße aus einem nördlichen Abschnitt und einem südlichen Abschnitt. Sie waren durch die Spektewiesen getrennt, auf denen später als Verbindung in gleicher Richtung der Netphener Weg angelegt wurde. Der Nordbereich wurde 1963 mit einem eigenen Namen herausgetrennt (Siegener Straße). Die Viersener Straße gehört zum „Westfalenviertel“ und stellt verläuft zwischen Netphener Weg und Dyrotzer Straße. | Viersener Straße                                                                      |
| Wasserwerkstraße (Lage)      | 0550                   | Wasserwerk Spandau | 1. Mai 1964            | Der Verkehrsweg mit den Parzellen 1–49 entstand auf der zuvor namenlosen Zufahrt zum Spandauer Wasserwerk, das um 1895 eingeweiht wurde. Er verläuft von der Pionierstraße bis zur Falkenseer Chaussee. | Wasserwerkstraße, von der Mündung in die Pionierstraße gesehen                        |
| Wespenweg (Lage)             | 0330                   | Wespen, Insektengruppe | 9. Juni 1933           | Der Verkehrsweg wurde nach dem Bebauungsplan als Straße 78 in der „Stadtrandsiedlung“ angelegt. Er gehört zum „Insektenviertel“ und verläuft zwischen Ameisenweg und Hirschkäferweg. | Wespenweg                                                                             |
| Westerwaldstraße (Lage)      | 0540                   | Westerwald, Mittelgebirge in Rheinland-Pfalz, Hessen und Nordrhein-Westfalen | 7. Apr. 1964           | Die Straße entstand erst anfangs der 1960er Jahre. Sie führt in Süd-Nord-Richtung mit zwei Knicken von der Falkenseer Chaussee zur Pionierstraße. Südwärts wird die Trasse zur Siegener Straße. Sie gehört zum Straßensystem mit Namen nach Mittelgebirgslandschaften. Auf der Parzelle 16–18 im mittleren Abschnitt befinden sich das Gemeindehaus und die evangelische „Zufluchtkirche“ (siehe Bild) auf früherem Land einer Gärtnerei. Die Kirchenbauten entstanden 1964 und 1965 nach Entwürfen des Architekten Bodo Fleischer. Die Bezirksverwaltung Spandau hat zwischen 2010 und 2012 einen Entwicklungsplan umgesetzt, nach dem der „neu entstehende Quartiersplatz im Bereich der S-Kurve der Westerwaldstraße [zu] einem lebendigen und attraktiven Mittelpunkt im Falkenhagener Feld“ werden soll, unter Verwendung von rund zwei Millionen Euro aus dem Programm Stadtumbau West. | Westerwaldstraße mit Kirche                                                           |
| Wittgensteiner Weg (Lage)    | 0460                   | Wittgensteiner Land, Landschaft im Kreis Siegen-Wittgenstein, Nordrhein-Westfalen | 1. März 1965           | Er verläuft ein Stück westlich parallel zur Zeppelinstraße in Nord-Süd-Richtung zwischen Buschhüttener Weg und Spekteweg und gehört zum „Siegener Viertel“. An der Ecke Freudenberger Weg steht eine Lebensmittelhalle, die russische Spezialitäten anbietet (Jastwa; zu deutsch ,Erfrischung’; unteres Foto) | Wittgensteiner Weg · Russ. Lebensmittelspezialitäten ,Jastwa’                         |
| Wolburgsweg (Lage)           | 0550                   | Wolburg, historischer Flurname; soll von Walpurgis herrühren | 31. Juli 1954          | Gemäß Bebauungsplan wurde der Verkehrsweg in den 1930er Jahren als Straße 590 angelegt. Er verlief zwischen Falkenhagener Chaussee (nach Umbenennung Falkenseer Chaussee) und Pionierstraße. Die Parzellen 39–45 sind im Ursprung bereits als „Laubengelände“ geplant gewesen. | Wolburgsweg                                                                           |
| Wolfshorst (Lage)            | 0580 (im Ortsteil)     | Wolfshorst, historischer Flurname | 3. Nov. 1938           | Vor der Namensvergabe war der Verkehrsweg die Straße 391. Wolfshorst verläuft im Ortsteil Falkenhagener Feld nördlich parallel zum Reckeweg beiderseits der Straße Am Kiessee in West-Ost-Richtung. Die Hausnummern 1–45 (ungerade; nördliche Straßenseite) und 52–56 (gerade) gehören zum Ortsteil Staaken. | Wolfshorst                                                                            |
| Wolmirstedter Weg (Lage)     | 0120                   | Wolmirstedt, Stadt im Landkreis Börde in Sachsen-Anhalt | 19. Feb. 1938          | Der Weg ist eine ganz kurze Ost-West-Verbindung zwischen Hohenzollernring und Zweibrücker Straße. Nach dem Bebauungsplan entstand er als Straße 532. | Wolmirstedter Weg                                                                     |
| Wunderwaldstraße (Lage)      | 0160                   | Gustav Wunderwald (1882–1945), Maler | 1. Aug. 1966           | Der Verkehrsweg entstand in den 1940er Jahren als Straße 503 zur Verbindung der Seegefelder Straße mit An der Kappe; er umfasst 14 Parzellen. Aktuell (Stand 2014) verläuft die Wunderwaldstraße zwischen Dyrotzer Straße (Süd) und An der Kappe (Nord). | Wunderwaldstraße                                                                      |
| Wustermarker Straße (Lage)   | 0470 (im Ortsteil).    | Wustermark, Gemeinde in Brandenburg | 3. Okt. 1928           | Der heutige Verkehrsweg entstand aus der Straße 28 (vor 1928). Die Straße verläuft in Ost-West-Richtung vom Ortsteil Spandau (Dallgower Straße) über die Elstaler Straße hinweg als Sackgasse (Hausnummernbereich 1–39). Nach einer Unterbrechung (fehlende Hausnummern 40–43) führt die Wustermarker Straße im Ortsteil Falkenhagener Feld von der Nauener Straße nach einem nordwärtigen Schwenk auf die Seegefelder Straße (Ende mit Hausnummer 105). | Wustermarker Straße                                                                   |
| Zeppelinstraße (Lage)        | 1570 (im Ortsteil)     | Ferdinand Graf von Zeppelin (1838–1917), Entwickler und Namensgeber der Luftschiffe | 16. Apr. 1909          | Die Straße wurde nach Plänen einer Terraingesellschaft in den ersten Jahren des 20. Jahrhunderts als Straße A angelegt und ab 1907/1908 begann die Bebauung der anliegenden Grundstücke. Im Jahr 1909 erhielt der Verkehrsweg – unter dem Eindruck der Luftschiffentwicklung und der Zerstörung des LZ 9 bei Echterdingen sowie wegen der damaligen Begeisterung für den Grafen Zeppelin – den Namen Zeppelinstraße. Am 1. Juli 1975 erfolgte die Einbeziehung der südlichen Verlängerung in die Zeppelinstraße. Der größte Teil der Straße gehört zum Ortsteil Falkenhagener Feld, die Hausnummern 58–63 dagegen zum Ortsteil Spandau. Ein kleiner Abschnitt dieser Straße zwischen Wustermarker Straße und An der Kappe im Bereich Klosterfelde hieß von 1878 bis zum Juni 1977 Hochgerichtsstraße nach dem hier vorhanden gewesenen Galgenberg. Sie wurde wegen der ab 1977 hier einsetzenden Wohnbebauung aufgehoben. Anschließend verschwenkte man Zeppelin- und Nauener Straße und schuf so eine neue durchgängige Trasse. | Zeppelinstraße im Bereich Falkenhagener Feld                                          |
| Zirpenweg (Lage)             | 0290                   | Zirpe, volkstümliche Bezeichnung für Grillen und Heimchen nach dem erzeugten Geräusch                                                                                                  | 19. März 1956          | Der Zirpenweg wurde nach dem Bebauungsplan als Straße 76 in der „Stadtrandsiedlung“ angelegt. Er verläuft vom Hirschkäferweg über Glühwürmchenweg bis zum Ameisenweg und umfasst 32 Parzellen. Der Zirpenweg gehört zum „Insektenviertel“. | Zirpenweg                                                                             |
| Zweibrücker Straße (Lage)    | 0890                   | Zweibrücken, kreisfreie Stadt in Rheinland-Pfalz | 3. Okt. 1928           | Sie wurde gemäß Bebauungsplan als Straße 20 angelegt. Im Jahr 1955 erhielt sie eine südwärtige Verlängerung über die Falkenseer Chaussee hinaus, die am 15. Juli 1961 in die Zweibrücker Straße eingegliedert wurde. | Zweibrücker Straße: zeigt die südwärtige Verlängerung                                 |

## Vormalige und geplante Straßen
- Die 600er Straßen waren für die Siemens-Siedlung Spekte vorgesehen und 1937 zunächst mit Sommerhäusern bebaut oder es waren Baustellen angegeben.[28]
- Busendorfer Weg:[29]
Die neue Siedlungsstraße erhielt am 28. Mai 1929 den Namen Busendorfer Weg. Der Weg ist möglicherweise nach der weiter südlich gelegenen damals noch selbstständigen Gemeinde Busendorf bei Beelitz (heute Teil von Beelitz) benannt. Wegen der Lage in einem Viertel mit westdeutschen Namen, unter denen sich mit der nahezu gleichzeitig benannten Ballersdorfer Straße auch ein Ort im Elsass findet (dessen Zugehörigkeit zu (West-)Deutschland in den 1920er Namen aus revisionistischen Gründen häufig proklamiert wurde), ist jedoch eine Benennung nach dem lothringischen Bouzonville, deutsch Busendorf, wahrscheinlicher. In den Berliner Adressbüchern 1930–1935 ist die Straße zwischen Spekteweg und Gelsenkircher Straße vermerkt, zunächst als unbebaut und 1935 mit zwei Häusern und Baustellen.[30] Da einige Anwohner diesen Namen unsittlich fanden, wurde die Straße im Westfalenviertel 1935 in den Recklinghauser Weg eingegliedert. Im Adressbuch 1936 ist unter Busendorfer Straße schon der Verweis auf Recklinghauser Weg zu finden.[31]
- Falkenhagener Chaussee: Der schon 1860 nachgewiesene Weg von Spandau zum Dorf Falkenhagen wurde 1895 als Chaussee ausgebaut und am 14. Februar 1958 in Falkenseer Chaussee umbenannt.
- Hochgerichtsstraße: eine kurze Straße, benannt nach einem früher hier vorhanden gewesenen Hochgericht am südlichen Ende der Zeppelinstraße, die 1977 überbaut wurde.
- Nauener Weg: Der Weg Richtung Nauen bestand in Klosterfelde (Ortslage in Spandau) bereits 1846 beim Bau der Berlin-Hamburger Eisenbahn, die er kreuzte. Mit der Befestigung erfolgte 1878 die Umbenennung in Nauener Straße, die von der Zeppelinstraße fortgesetzt wird.

## Weitere Örtlichkeiten von Falkenhagener Feld

### Kleingartenanlagen
Die aufgeführten Kleingartenanlagen (KGA) (ehemals Kolonien genannt) sind im Kleingartenentwicklungsplan Berlins (Bezirk Spandau) aufgeführt. Sie sind in der Karte von Berlin 1:5000 (K5-Farbausgabe) auch vermerkt. Die KGA im Ortsteil gelten als langfristig gesichert, einige wurden bereits als Siedlungsgebiet mit Dauerbewohnung umgewidmet.
- KGA „Am Kiesteich“ (Wolfshorst 60, Lage), Dauerkleingartenanlage mit acht Parzellen nach B-Plan gesichert[33] und 42 Parzellen nach Flächennutzungsplan[34] auf 14.136 m² landeseigenem Pachtland.

- „Bahnlandwirtschaft BLW“ – Unterbezirk Spandau Gruppe Leuthingerweg (Lage), die Anlage liegt im Winkel zwischen der durchgehenden Bahnlinie und dem Industriegleis auf bahneigenem Gelände im Ortsteil, der größere Teil jedoch auf Spandauer Gelände.

- KGA „Frisch Auf“ (Pionierstraße 36, Lage), Dauerkleingartenanlage[34] mit 124 Parzellen auf 50.621 m² landeseigenem Pachtland.

- KGA „Gustavs Ruh 1“ (Spekteweg 85 und An der Kappe 174, Lage), Dauerkleingartenanlage[34] mit 17 Parzellen auf 6.898 m² landeseigenem Pachtland, sowie (An der Kappe 89–91 Lage) mit 17 Parzellen[35] auf 5195 m² privatem Pachtland.

- KGA „Neu-Sternfeld“ (Falkenseer Chaussee 147–150, Lage) mit 33 Parzellen auf 10.246 m² landeseigener Fläche. Die Anlage südlich der Falkenseer Chaussee liegt am Stadtrand entlang der Spekte.

- KGA „An der Bötzowbahn“ (Pionierstraße/Falkenseer Chaussee Lage), Dauerkleingartenanlage[34] entlang der Bötzowbahn (Osthavelländische Eisenbahn) mit 21 Parzellen auf 7385 m² landeseigenem Pachtland.

### Parks und sonstige Anlagen
- Städtischer Friedhof In den Kisseln (Lage)
- Spektefeld mit Großem Spektesee (Lage)
- Spektewiesen (Lage)
- Wasserwerk Spandau, Gelände der Berliner Wasserbetriebe (Lage)